# Aleksander Legatowicz

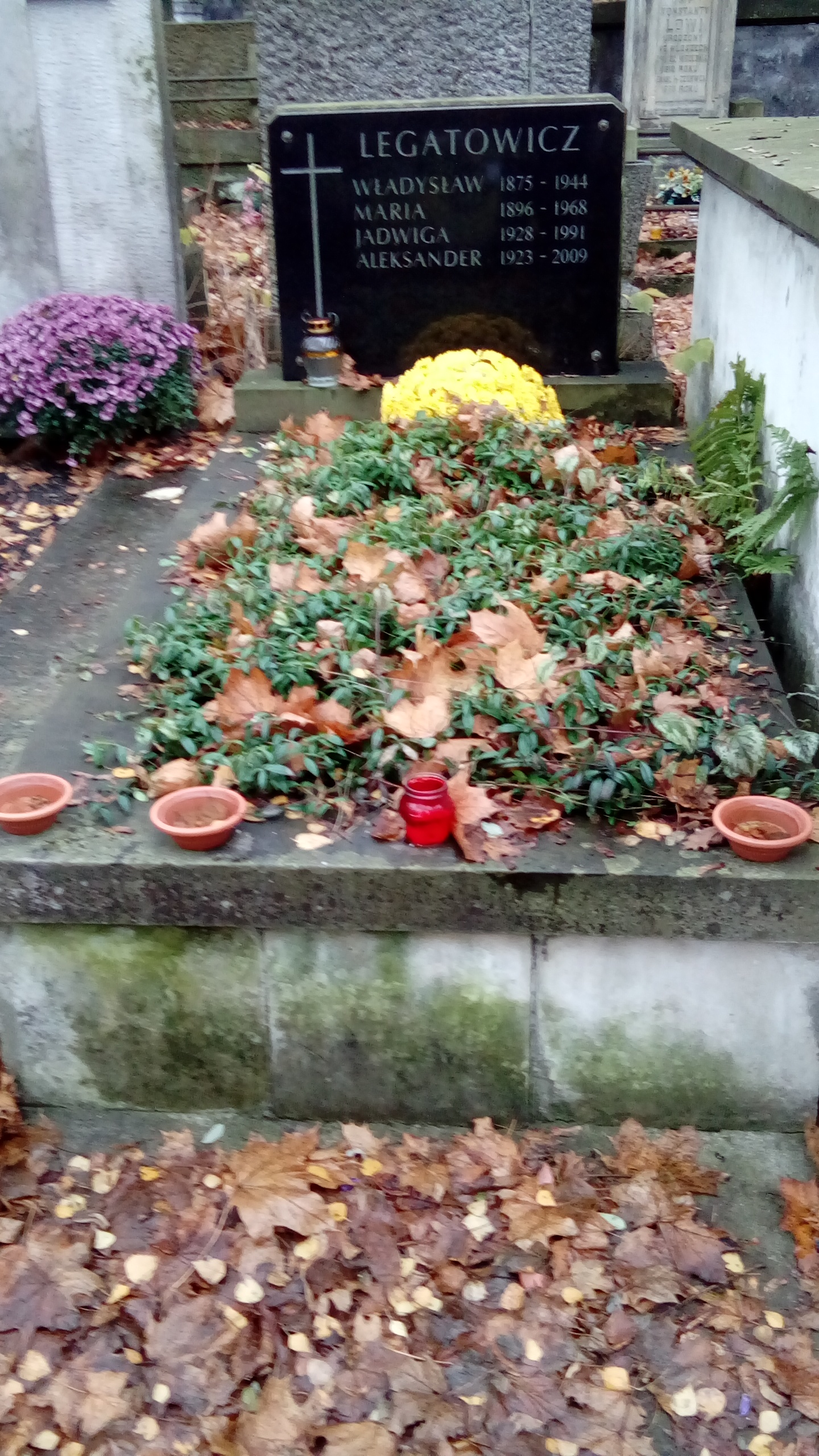
Grób Aleksandra Legatowicza na cmentarzu Powązkowskim w Warszawie

Aleksander Legatowicz (ur. 2 marca 1923 w Warszawie, zm. 7 listopada 2009 tamże) – polski elektronik i cybernetyk, ekonomista, poseł na Sejm PRL IX kadencji, członek Rady Państwa (1987–1989).

## Życiorys
W 1946 uzyskał tytuł inżyniera elektryka w Szkole Inżynierskiej im. Wawelberga i Rotwanda w Warszawie, a w 1952 tytuł magistra fizyki Uniwersytetu Warszawskiego. Stopień doktora nauk matematyczno-fizycznych otrzymał w 1962 w Instytucie Badań Jądrowych, a habilitację w zakresie nauk ekonomicznych w 1980 na Uniwersytecie Łódzkim.
W latach 1946–1960 pracownik naukowo-dydaktyczny Politechniki Warszawskiej, w latach 1950–1951 pracownik Biura Budowy Tras i Mostów w Warszawie, w latach 1952–1958 pracownik naukowy UW, w latach 1959–1975 pracownik naukowy Instytutu Badań Jądrowych w Świerku, od 1973 pracownik naukowo-dydaktyczny UŁ. W latach 1987–1989 członek Rady Państwa, w latach 1985–1989 poseł na Sejm PRL IX kadencji, w latach 1986–1989 członek Rady Konsultacyjnej przy Przewodniczącym Rady Państwa. Odznaczony Złotym Krzyżem Zasługi.
W wyborach parlamentarnych w 1993 bez powodzenia kandydował do Sejmu w okręgu warszawskim z listy Koalicji dla Rzeczypospolitej. W wyborach samorządowych w 1998 bezskutecznie ubiegał się o mandat radnego sejmiku mazowieckiego z listy koalicji Ruch Patriotyczny Ojczyzna, a w 2002 z ramienia Ligi Polskich Rodzin.
Był członkiem Klubu Inteligencji Katolickiej oraz Polskiego Związku Katolicko-Społecznego. Działacz Naczelnej Organizacji Technicznej i członek prezydium Polskiego Komitetu Pomiarów i Automatyki oraz Komitetu ds. Ekonomiki i Reformy Gospodarczej. Członek Rady Naukowej Polskiego Towarzystwa Cybernetycznego i Polskiego Towarzystwa Ekonomicznego.
Zmarł 7 listopada 2009 w wieku 86 lat. Pochowany został na cmentarzu Powązkowskim w Warszawie w Warszawie (kwatera B-1-15). Uroczystościom pogrzebowym w dniu 13 listopada 2009 przewodniczył biskup Marian Duś – sufragan warszawski.